# 1994년 전미 비평가 협회상
제29회 전미 비평가 협회상은 1994년 최고의 영화를 기리기 위해 1995년 1월에 열린 시상식이다.

## 수상 및 후보

### 작품상
- 펄프 픽션 수상

### 감독상
- 펄프 픽션 - 쿠엔틴 타란티노 수상

### 여우주연상
- 미세스 파커 - 제니퍼 제이슨 리 수상

### 남우주연상
- 노스바스의 추억 - 폴 뉴먼 수상

### 여우조연상
- 브로드웨이를 쏴라 - 다이앤 위스트 수상

### 남우조연상
- 에드 우드 - 마틴 랜도 수상

### 각본상
- 펄프 픽션 - 쿠엔틴 타란티노 수상

### 촬영상
- 에드 우드 - 스테판 크자프스키 수상

### 외국어영화상
- 세가지 색 제3편 - 레드/박애 수상

### 다큐멘터리상
- 후프 드림스 수상